# علبة السجائر

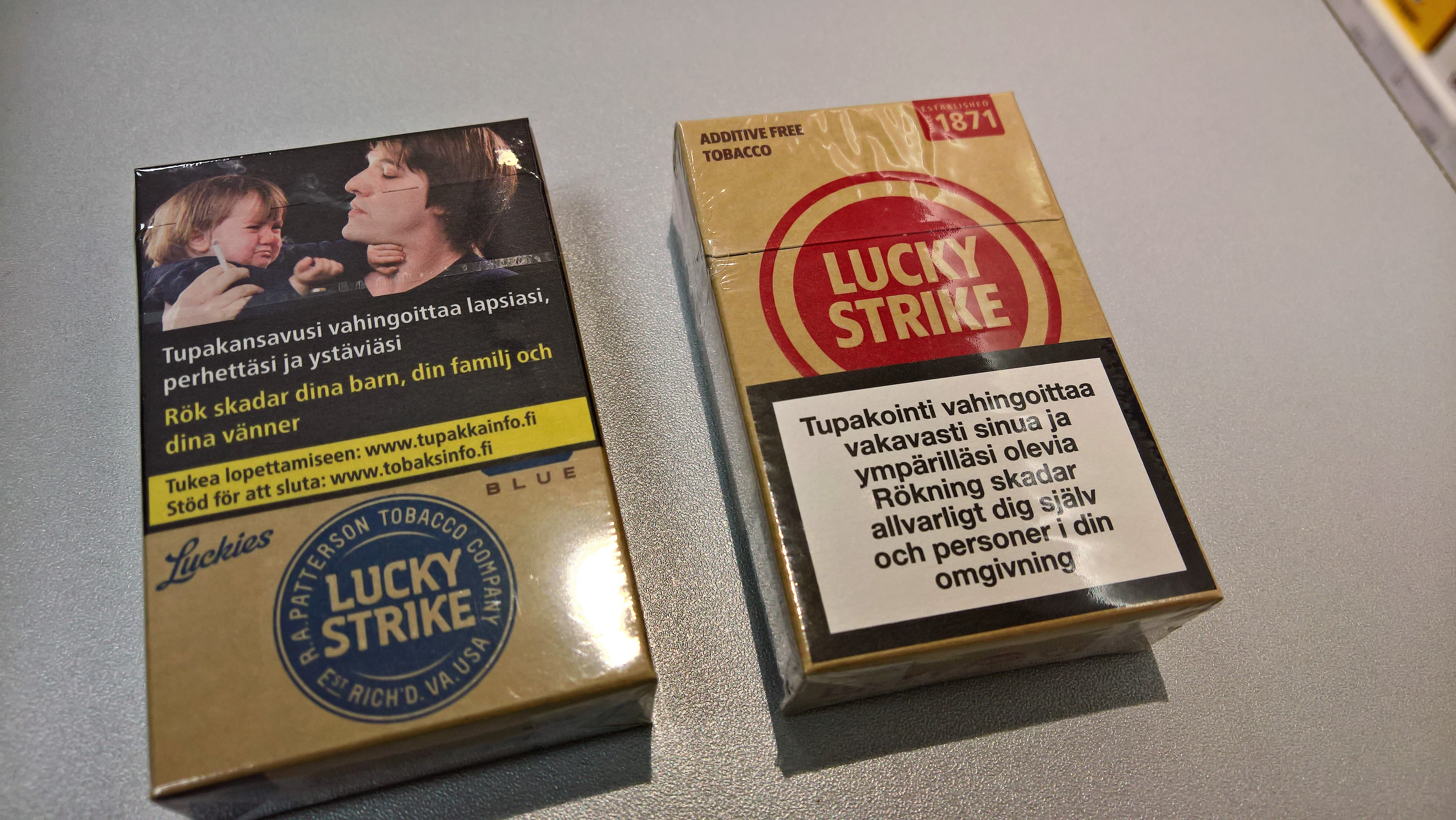
على اليسار، علبة سجائر فنلندية جديدة من نوع لاكي سترايك بموجب توجيهات الاتحاد الأوروبي الجديدة مع صورة تحذيرية؛ على اليمين، حزمة قديمة باللون الأحمر. وتذهب بعض الدول، مثل فرنسا والمملكة المتحدة وأستراليا ، إلى أبعد من ذلك في تحذيراتها (التغليف العادي).

عبوة أو علبة سجائر (وتسمى أيضًا بشكل غير رسمي عبوة الكادح في اللغة العامية البريطانية ؛ كما في المصطلح "ظهر علبةالكادح" أو "مجموعة علبة الكادح" ) عبارة عن علبة مستطيلة، معظمها من الورق المقوى ، والتي تحتوي على سجائر . تم تصميم العبوة برقائق أو ورق أو بلاستيك واقي للنكهة، ومختومة من خلال غشاء من البلاستيك شفاف محكم الإغلاق. عن طريق سحب "أشرطة السحب"، يتم فتح العبوة. يمكن إغلاق العبوات الصلبة مرة أخرى بعد فتحها، بينما لا يمكن إغلاق العبوات الملساء.
تتضمن علب السجائر غالبًا على رسائل تحذيرية اعتمادًا على البلد الذي يتم بيعها فيه. في الإتحاد الأوروبي ، تكون غالبية تحذيرات التبغ موحّدة.
تم منح براءة اختراع لعلبة سجائر تحتوي على عبوة للتخلص من أعقاب السجائر.

## حجم العلبة

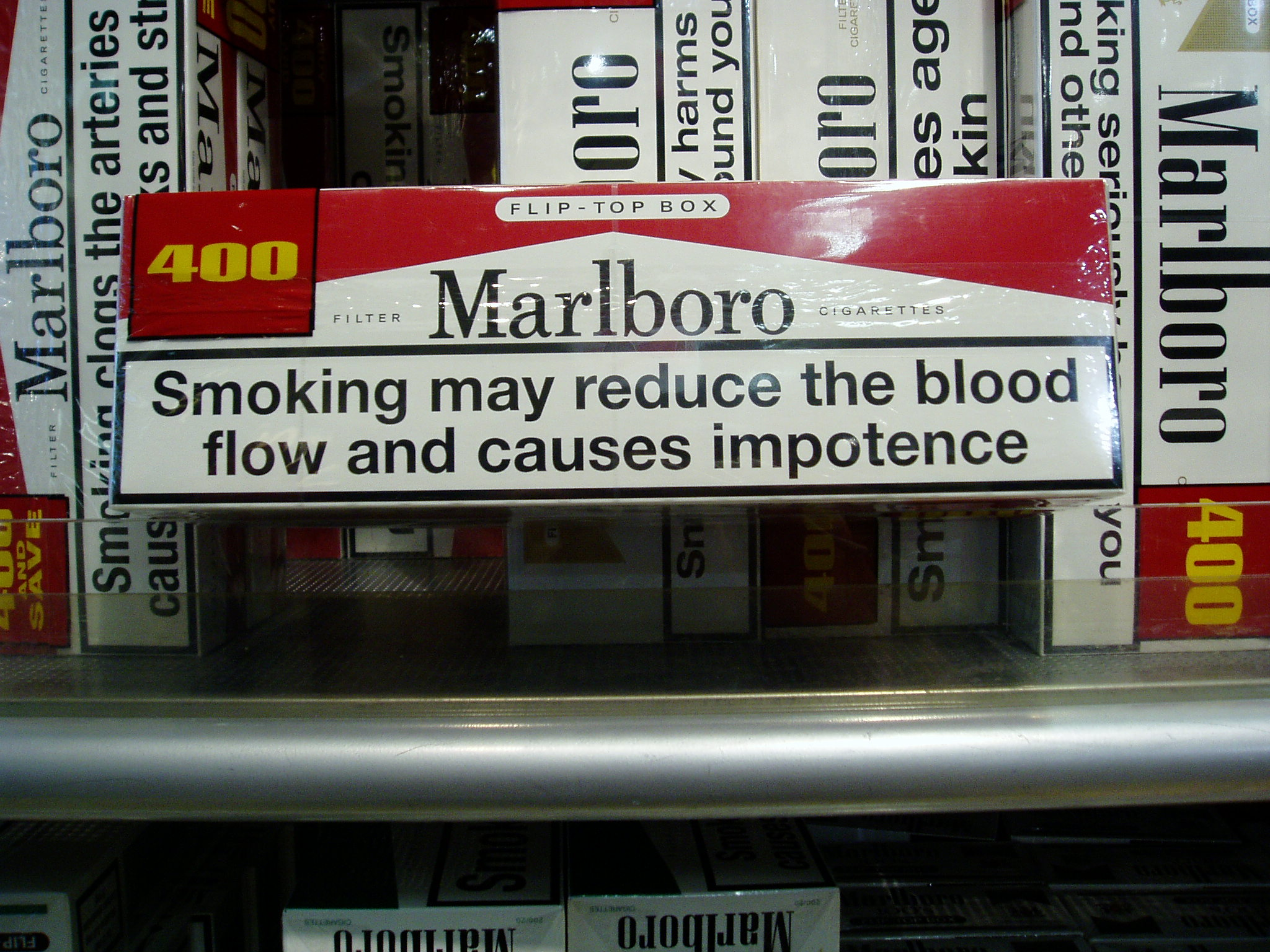
علبة بها 400 سيجارة مارلبورو (ميونخ ، ألمانيا ، 2006)

### العلبة
إن حجم العبوة غالبًا ما يكون ثابت. تحدد الوكالات الحكومية عادةً الحد الأدنى لحجم الحزمة.
في أستراليا ، الكمية الأكثر اعتيادًا هي 25 لكل علبة ، لكن بعض العلامات التجارية لديها 26 أو 20 (الحد الأدنى القانوني)، مع بيع 30 و40 وحتى 50 عبوة أيضًا.
في كندا ، تحتوي معظم العبوات التي تحتوي على 25 سيجارة يتم بيعها ، لكن العبوة التي تحتوي على 20 سيجارة تحظى أيضًا بشعبية كبيرة.
في عدة دول أوروبية، يمكن أن تؤدي زيادة الضرائب على السجائر إلى تغيير كمية السجائر الموجودة في العلبة للوصول إلى نفس السعر النهائي.
في ماليزيا ، يُمنع بيع العبوات التي تحتوي على أقل من 20 سيجارة.
في الولايات المتحدة ، يجب أن تكون كمية السجائر الموجودة في العلبة 20 سيجارة على الأقل، مع وجود علامات تجارية معينة، مثل إكسبورت آس ، فإن العبوة تحتوي على 25 سيجارة.
من الممكن في أيرلندا شراء السجائر في عبوات تحتوي على 33 سيجارة.
في المملكة المتحدة ، تُباع العلامات التجارية فقط في عبوات مكونة من 20 قطعة؛ في مايو 2017، حظرت القوانين الجديدة التي تقيد مبيعات التبغ الغير مغلّف بمضاعفات 30 جرامًا أو 50 جرامًا أيضًا بيع العبوات المكونة من 10 أعواد والتعبئة ذات العلامات التجارية، مما أدى إلى تقديم صناديق ذات لون أخضر عادي .

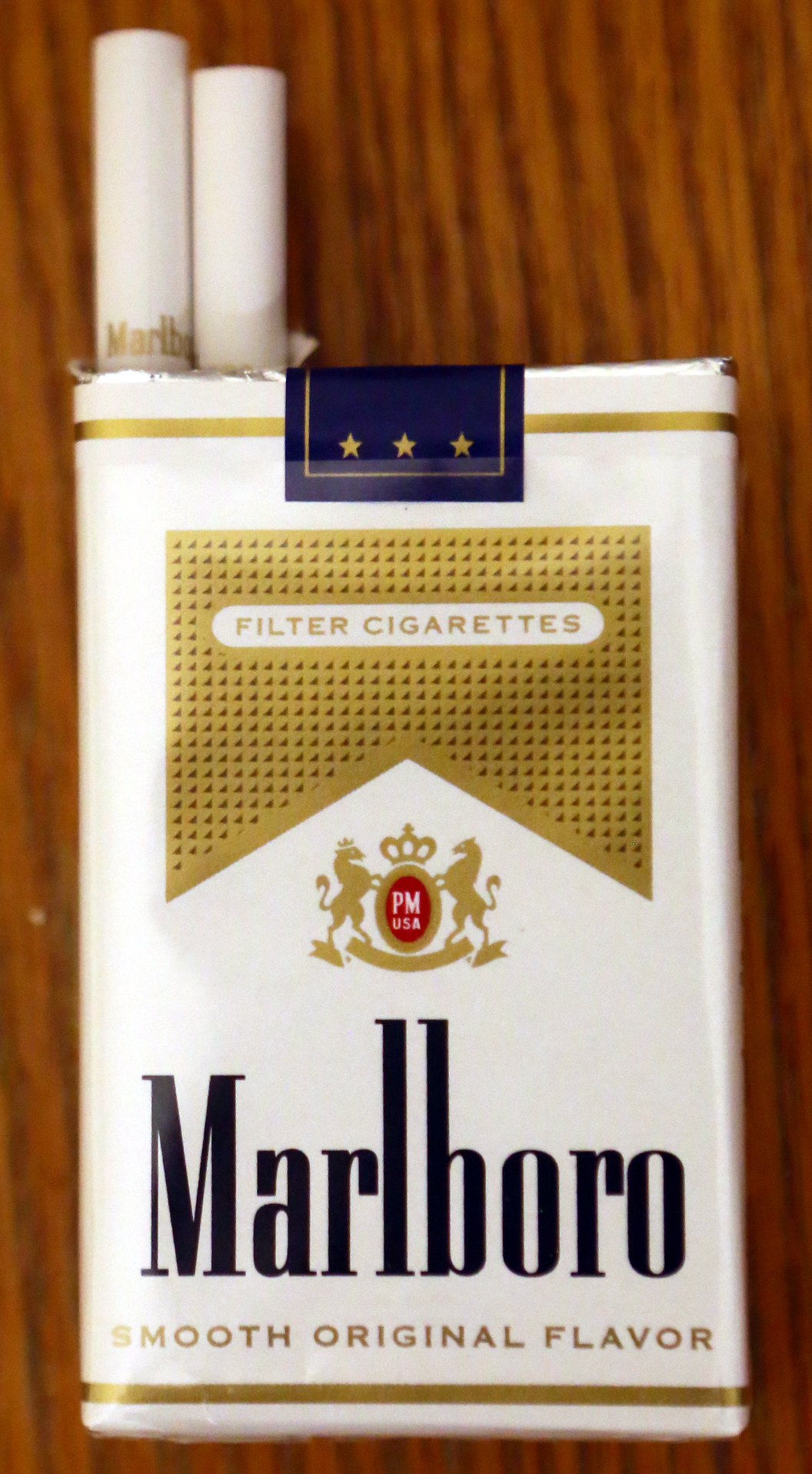
علبة طرية من مارلبورو جولد

إن التغليف الجديد يحتوي على اسم العلامة التجارية بخط أساسي، مع تخصيص معظم الحزمة للتحذيرات الصحية النصية والصور الفوتوغرافية. بينما تقوم آلات البيع القديمة أحيانًا بتوزيع عبوات تحتوي على 16 أو 18 سيجارة، فإن أبعاد العبوة هي نفس العبوة المماثلة التي تحتوي على 20 سيجارة.

### الورق المقوى (الكرتون)
تحتوي علبة السجائر من الورق المقوى عادة على 10 علب، بإجمالي 200 سيجارة. تحتوي بعض الكراتين على عشرين علبة يبلغ مجموعها 400 سيجارة.

## العبوة الصلبة والعلبة الطرية
العبوة الصلبة هي النمط المعتاد للتغليف من الورق المقوى للسجائر التي يتم شراؤها من المتجر، والتي تتكون من إطار ثابت نسبيًا. تم تقديم علبة السجائر ذات العلبة الصلبة ذات الغطاء العلوي في عام 1955 بواسطة شركة فيليب موريس. وهذا يمنع بنجاح تحطم السجائر عند الاحتفاظ بها في الجيب أو حقيبة اليد. تم تصميم العبوة الصلبة لجعل المدخن ينظر إلى اسم العلامة التجارية والشعار الموجود أعلى العبوة في كل مرة عند فتحها، مما يحافظ على العلامة التجارية نشطًا في ذهن المستهلك وربما يزيد من الولاء للعلامة التجارية.
العبوة الطرية هي عبارة عن عبوة مصنوعة من ورق رقيق، تحتوي عادة على 20 سيجارة. قد تعتبر العبوات الطرية غير ملائمة لأنها تتمزق بسهولة ولا يمكن إعادة إغلاقها. إنها توفر الراحة الفورية المتمثلة في عدم الاضطرار إلى فتح العبوة في كل مرة يريد فيها المدخن سيجارة. إنها تتطلب "مساحة جيب" جسدية أقل عندما يبقى عدد أقل من السجائر في العبوة. بالنسبة للعلامات التجارية الأمريكية، عادة ما تكون السجائر ذات العبوات الطرية أطول ببضعة ملليمترات من نظائرها ذات الصناديق الصلبة.[بحاجة لمصدر]

## التجميع
تعتبر علب السجائر من العناصر الشائعة بين هواة الجمع. إنها أمثلة رائعة للتصميم الصناعي ومصدر جيد لدراسات التاريخ الاجتماعي والثقافي والتسويقي. عادةً ما يبني هواة جمع السجائر مجموعاتهم على معايير مختلفة مثل الاسم التجاري للسجائر، و البلد المنتج، والفترة الزمنية، ورسالة التحذير، وما إلى ذلك. ومن المهم أيضًا لهواة الجمع ما إذا كانت العبوات فارغة أم ممتلئة. العبوات الفارغة أكثر شيوعًا وأرخص من العبوات الممتلئة. تعتبر العبوات الممتلئة نادرة، وبالتالي غالبًا ما تكون أكثر تكلفة، خاصة العبوات المغلفة بالسيلوفان الأصلي.

### العبوات القابلة للجمع

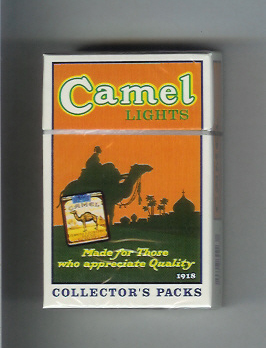
علبة هاوِ الجمل

لتشجيع جامعي علب السجائر، تم تصنيع بعض علب السجائر لتقديم اهتمام خاص لهواة جمع السجائر. هناك علب سجائر مكتوب عليها "للتجميع".
تقدم بعض العلامات التجارية حزمًا ترويجية لتتجاوز قوانين الإعلان. على سبيل المثال، سيكون الترويج لفترة محددة حيث تكون العبوة مصنوعة من القصدير بشكل وهدف ومظهر علبة السجائر لجذب المشترين المحتملين. وتتميز بديكور فريد من نوعه أو أنها قديمة جدًا أو تم إخراجها من التصنيع لبعض الأسباب وبالتالي أصبحت نادرة.

### ماركات السجائر من 1920 إلى 1930

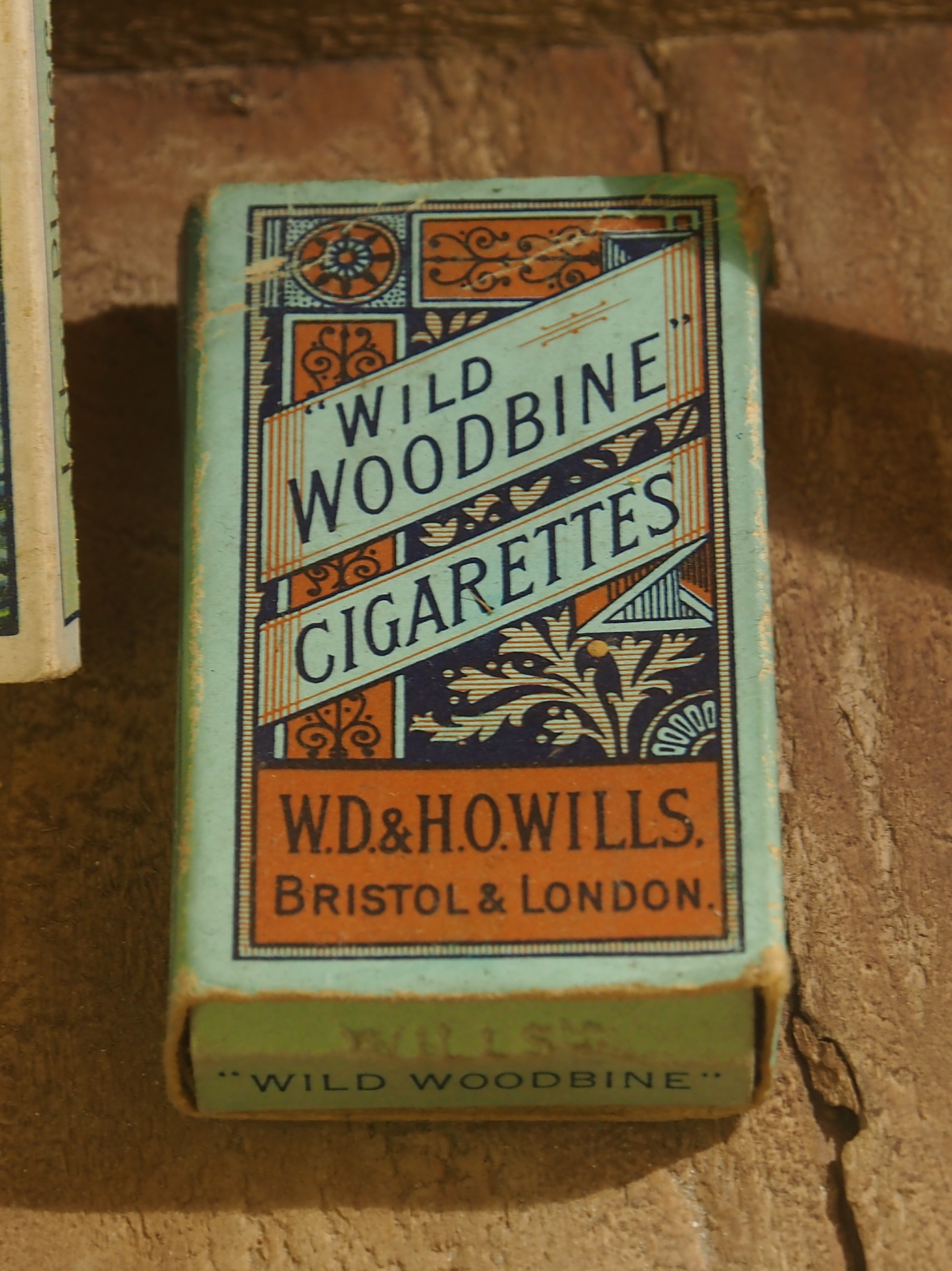
علبة سجائر وايلد وودباين

أشهر ماركات السجائر في هذه الفترة كانت بلايرز نيفي كت و وودباين و كابستان و كرافن أ وBlack Cat. كانت وودباين عبارة عن سجائر رخيصة الثمن تستهدف الطبقة العاملة بينما كانت كرافن أ واحدة من أقدم العلامات التجارية للمرشحات التي استهدفت النساء في البداية.

### ماركات السجائر من الأربعينيات
كانت العلامات التجارية للسجائر الأكثر مبيعًا في العقد هي لاكي سترايك ، كاميل ، كيسترفيلد ، و أولد غولد . كان ذلك وقت نمو صناعة التبغ بأكملها: مرة أخرى، تم إدراج السجائر في حصص الجنود خلال الحرب العالمية الثانية.

### ماركات السجائر من الخمسينيات
كانت العلامات التجارية للسجائر الأكثر مبيعًا في العقد هي نفسها كما كانت في العقد السابق باستثناء أن العلامة التجارية الأولى كانت كاميل . العلامات التجارية الأخرى كانت بالتو، برونيت، إنكور، جيتانس ، كينت. تم الإعلان عن السجائر على نطاق واسع على شاشة التلفزيون.

## تغليف التبغ العادي
إن عبوات التبغ تعمل على تعزيز صورة العلامة التجارية لجذب مستهلكين جدد لمنتجات التبغ الخاصة بهم وخلق الولاء للعلامة التجارية. لإعطاء تأثير أنيق على شركات تعبئة التبغ، تستخدم تقنيات مختلفة مثل رقائق الذهب والفضة، والنقش، والتثقيب، والطباعة بالحبر المرتفع، والطباعة الرقمية، وطباعة الشاشة. بشكل عام، يلعب تغليف التبغ دورًا رئيسيًا في الإعلان والترويج لتسويق التبغ.
إنّ الطرح الحديث للتغليف البسيط يساهم في تحسين الصحة العامة لأن الشباب أخبروا أن التغليف البسيط يقلل من الصورة الإيجابية للتدخين وإمكانية التحفيز المتعلقة بتصميم العبوة.
إنّ إدخال العبوات البسيطة يعتبر بمثابة نهاية لجمع علب السجائر من قبل بعض هواة جمع السجائر لأنها جعلت العبوات غير جذابة. إنّ هواة الجمع الآخرون تكيفوا مع الواقع الجديد وأدرجوا اختلافات في رسائل التحذير كأحد المعايير التي يستندون إليها في مجموعاتهم.

## انظر ايضا
- سيجارة
- سيجار
- تدخين

## روابط خارجية
- موسوعة السجائر
- التصنيع